# Sandro Puppo
Sandro Puppo (ur. 28 stycznia 1918 w Piacenzy, zm. 16 października 1986 tamże) – włoski piłkarz i trener.
Karierę rozpoczął w Piacenzy Calcio, gdzie grał do 1939. Wtedy przeszedł do Ambrosiany, a następnie 1939–1947 występował w SSC Venezia. Ostatnie dwa lata kariery spędził w AS Roma. Karierę zakończył w 1949.
Po zakończeniu kariery Puppo został trenerem. Szkolił FC Barcelona w latach 1954–1955. Jego poprzednikiem był Fernando Daucik, a następcą Franz Platko. Trenował także Juventus F.C., Beşiktaş JK. Prowadził reprezentację Turcji na mistrzostwach świata w 1954.